# Krajan (Tembarak)
Krajan is een bestuurslaag in het regentschap Temanggung van de provincie Midden-Java, Indonesië. Krajan telt 1396 inwoners (volkstelling 2010).